# WarioWare Gold
WarioWare Gold – imprezowa gra wideo wydana przez Nintendo na konsolę Nintendo 3DS. Dziewiąta odsłona serii WarioWare, została wydana w regionach PAL w lipcu 2018 r. oraz w Ameryce Północnej i Japonii w następnym miesiącu.
Podobnie jak w poprzednich odsłonach serii, w WarioWare Gold gracz musi przechodzić kolejne „mikrogry” w coraz szybszym tempie. Zawiera ona zarówno nowe mikrogry, jak i mikrogry z poprzednich gier z serii, co daje w sumie ponad 300 mikrogier, największa ilość ich w serii WarioWare.

## Odbiór
WarioWare Gold otrzymało „ogólnie pozytywne recenzje” według Metacritic.
Japoński magazyn o grach Famitsu przyznał odsłonie 32 na 40 punktów.